# Mother and Son
Pour plus de détails, voir Fiche technique et Distribution.
Mother and Son est un film américain réalisé par John P. McCarthy, sorti en 1931.

## Synopsis
En 1910, Faro Lil Payton quitte le Nevada avec son fils Jeff, âgé d'un an. Elle prend sa retraite de son entreprise florissante, une maison de jeu. Elle investit ses gains en bourse, mais en 1931, après avoir perdu son argent dans le krach, elle décide de revenir à son ancien métier. Sa seule ambition est de voir Jeff réussir dans la société. Jeff est amoureux de Maureen Winfield, la fille d'un financier de Wall Street. Lil essaie de cacher son nouveau métier à son fils, mais lorsque Jeff, Maureen et son père arrivent à Reno, ils découvrent la vérité. Winfield n'approuve pas Lil et ses manières terre-à-terre. Lorsqu'il perd lui-même tout en bourse, il essaie de gagner plus d'argent en jouant. Lil s'occupe elle-même du jeu et Winfield l'accuse de tricher. Maureen prend le parti de Lil, mais à la grande déception de Lil, Jeff se range du côté de Winfield. Désemparé, Winfield tente de se suicider. Sa tentative échoue et il innocente Lil lorsqu'il se rétablit. Lil et Jeff se réconcilient.

## Fiche technique
- Titre original : Mother and Son
- Réalisation : John P. McCarthy
- Scénario : Wellyn Totman
- Décors : E.R. Hickson
- Photographie : Archie Stout
- Montage : Leonard Wheeler
- Production : Trem Carr
- Société de production : Trem Carr Pictures, Monogram Pictures
- Société de distribution : Monogram Pictures
- Pays d'origine :  États-Unis
- Langue originale : anglais
- Format : Noir et blanc  — son mono
- Genre : drame
- Durée : 60 minutes
- Dates de sortie : États-Unis : 1er août 1931
- Licence : Domaine public

## Distribution
- Clara Kimball Young : Faro Lil Payton
- Bruce Warren : Jeff Payton
- John Elliott : Winfield
- Mildred Golden : Maureen Winfield
- Gordon De Main : Joe Connors
- Ernest Hilliard : Jameson
- Si Jenks : Faro Dealer